# Kroktjärnen (Bjurholms socken, Ångermanland, 708993-164890)
Kroktjärnen är en sjö i Bjurholms kommun i Ångermanland och ingår i Lögdeälvens huvudavrinningsområde.